# Пастушок мангровий
Пастушок мангровий (Eulabeornis castaneoventris) — вид журавлеподібних птахів родини пастушкових (Rallidae). Мешкає в Австралії та Індонезії. Це єдиний представник монотипового роду Мангровий пастушок (Eulabeornis).

## Опис

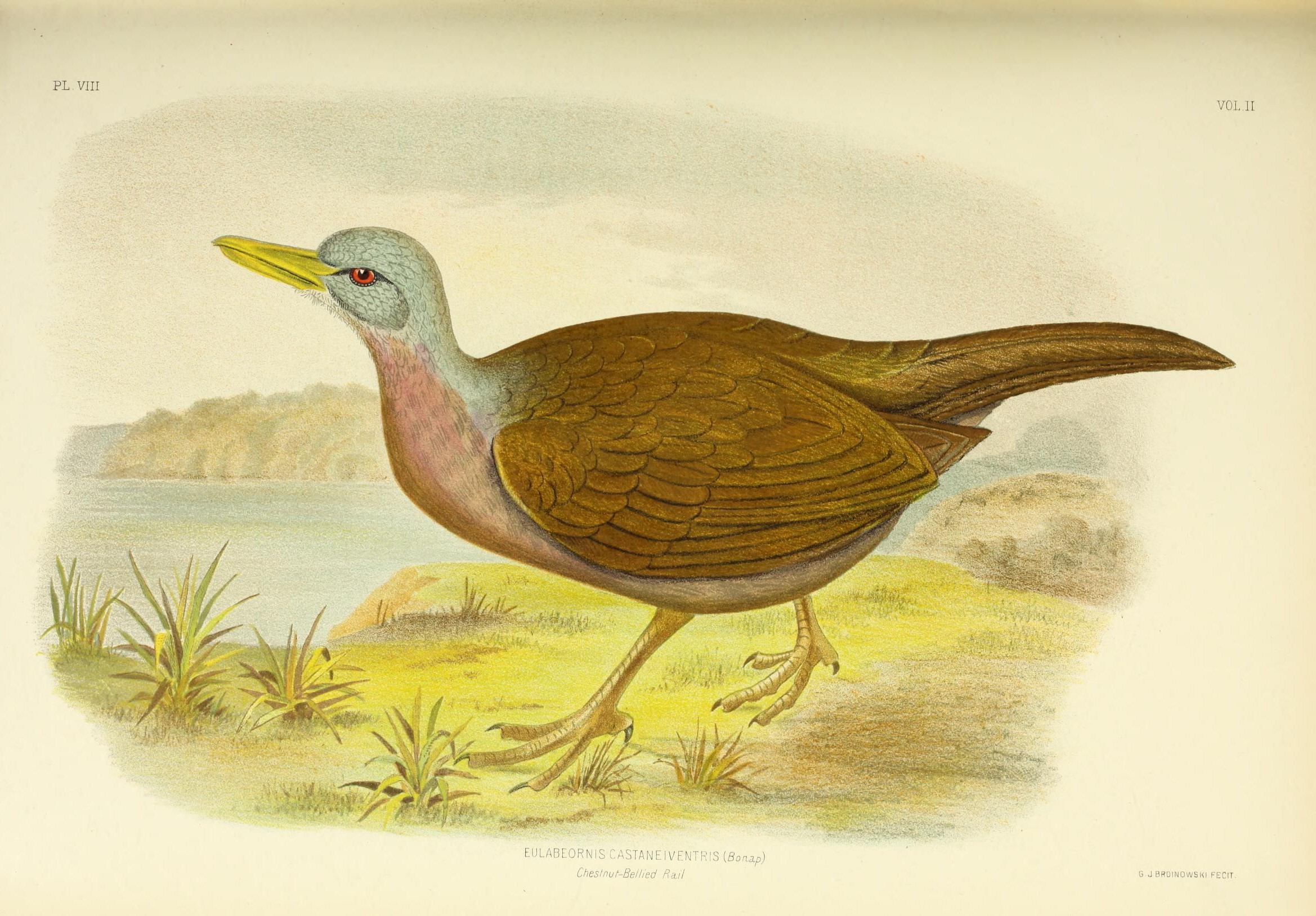
Мангровий пастушок

Довжина птаха становить 52—66 см, самці важать 626—910 г, самиці 550—710 г. Верхня частина тіла коричнева або оливково-коричнева, груди і нижня частина тіла мають рожевий відтінок, голова і шия сіруваті. Дзьоб довгий, прямий, жовтувато-зелений з білуватим кінчиком. Лапи жовті або зеленуваті. Райдужки червоні.

## Підвиди
Виділяють два підвиди:
- E. c. sharpei Rothschild, 1906 — острови Ару;
- E. c. castaneoventris Gould, 1844 — прибережні райони на півночі Австралії.

## Поширення і екологія
Мангрові пастушки мешкають на північному узбережжі Австралії, від півночі Західної Австралії (Кімберлі) через Північну Територію до південно-східного узбережжя Карпентарії, а також на островах Ару в Арафурському морі. Раніше їх ареал в Австралії простягався до північно-західного Квінсленда (західного узбережжя півострова Кейп-Йорк). Мангрові пастушки, як випливає з їх назви, живуть в мангрових заростях, а також на прилеглих вологих луках і мулистих мілинах.

## Поведінка
Мангрові пастушки є активними як вдень, так і вночі, періоди їх активності залежать від циклів припливів і відпливів. Це обережні, лякливі птахи, як і інші пастушки вони рідко і літають і у випадку небезпеки ховаються в мангрових заростях. Моногамні, зустрічаються поодинці або парами.
Мангрові пастушки живляться переважно крабами, які можуть становити до 90 % їхнього раціону, а також іншими ракоподібними, зокрема з родів Uca, Sesarma і Ocypode. Крім того, вони їдять дрібних молюсків, комах, зокрема жуків, і багатоніжок. Розмножуються з вересня по лютий. Гніздо розміщується в мангрових заростях, у кладці 4—5 яєць. Виводок пташенят, покритих чорним пухом, покидає гніздо незабаром після народження.